# Parastrangalis palleago
Parastrangalis palleago là một loài bọ cánh cứng trong họ Cerambycidae.